# Małaja Cylna (Tatarstan)
Małaja Cylna (ros. Малая Цильна) – wieś (sieło) w Rosji, w Tatarstanie, w rejonie drożżanowskim. W 2021 liczyła 1287 mieszkańców.